# Перцевой Федір Всеволодович
Перцевой Федір Всеволодович (нар. 10 листопада 1950) — професор, доктор технічних наук, професор кафедри Сумського національного аграрного університету, Академік міжнародної академії холоду.

## Біографія
Федір Всеволодович народився 10 листопада 1950 року в с. Поповка Красноградського району Харківської області. 
З 1970 по 1975 роки навчався в Харківському інституті громадського харчування. 
З 1975 по 1977 роки працював у Харківському технікумі молочної промисловості. 
З 1976 по 1979 роки асистент в ХІОПі. 
З 1979 по 1983 роки навчався в аспірантурі Всесоюзного науково-дослідного інституту рибного господарства та океанографії. 
У 1983 році захистив кандидатську дисертацію на тему: «Технологія червоної білкової ікри». 
З 1983 по 1987 роки працював на посадах асистента, старшого викладача, доцента Харківськоиму державному університеті харчування і торгівлі. 
З 1990 по 1994 роки докторантура при Харківському державному університеті харчування і торгівлі. 
У 1996 році захистив докторську дисертацію на тему: «Технологія желейної продукції на основі драглеутворювачив з якісно зміненими функціональними властивостями». 
З 1996 по 2012 роки професор кафедри технології продуктів харчування Харківського університету харчування та торгівлі. 
З 2012 по 2022 роки завідувач кафедри технології харчування Сумського національного аграрного університету.
З 2022 по 2023 роки професор кафедри харчових технологій в ресторанній індустрії Державного біотехнологічного університету (погодинна оплата). 

## Праці
Напрями наукових досліджень: удосконалення технології желейної продукції на основі молока та сиру кисломолочного; переробка ядра соняшника та горіхової сировини.
Основні праці: 
- Технология желейной продукции перерабатывающей отрасли с модифицирующими добавками. Харьков, 1996.
- Производство желейной и взбивной продукции с использованием модификаторов. Дн., 2003.
- Технологія желейної продукції з використанням структуроутворювачів різних функціональних властивостей. С., К., Х., 2021.

## Відзнаки та нагороди
- Відмінник освіти України;
- нагрудний знак «За наукові досягнення»;
- почесні грамоти Міністерства освіти і науки України.